# Hohenlimburger Kleinbahn 6
Die Lokomotive Hohenlimburger Kleinbahn 6 war eine Trambahnlokomotive der Hohenlimburger Kleinbahn. Die Lokomotive wurde 1913 in Dienst gestellt und war bis zum Zweiten Weltkrieg im Einsatz. Sie wurde von der Lokomotivfabrik Henschel hergestellt.

## Geschichte
Nachdem einige Monate zuvor die Plettenberger Straßenbahn die erste Trambahnlokomotive mit Überhitzer in Dienst gestellte hatte (PStB 5), erwarb die Hohenlimburger Kleinbahn eine derartige Lokomotive. Sie war wesentlich stärker als die bis dahin eingesetzten Maschinen 1–3, 4 und 5. 
Die Lokomotive entgleiste 1921 an einem Gleisanschluss und stürzte danach in den Nahmerbach, die Bergung bereitete erhebliche Schwierigkeiten. Ihr Kessel ging 1944 während einer Überführung in das Ausbesserungswerk verloren, sodass sie seit 1945 als ausgemustert gilt. Ihr Rahmen war 1949 noch vorhanden.

## Technik
Die Lokomotive hatte keine Triebwerksverkleidung, sodass ein freier Zugang zur Steuerung möglich war. Sie hatte je Fahrzeugseite zwei Aufstiege zum Führerstand. Sie besaß ein Außentriebwerk mit Heusinger-Steuerung, womit eine teure Kropfachse vermieden werden konnte. Die Dampfmaschine war als Heißdampfmaschine mit einem Überhitzer der Bauart Schmidt ausgestattet. Der Kessel war für einen Druck von 15 bar ausgelegt.